# Skogsö naturreservat
Skogsö naturreservat är ett naturreservat i norra Saltsjöbaden i Nacka socken i Nacka kommun i Södermanland (Stockholms län). Reservatet sträcker sig från Saltsjöbanans spår vid Fisksätra i väst till Kyrkogårdsudden (Boo gamla kyrkogård) vid Baggensfjärden i öst och längs Baggenstäket i norr. Den södra begränsningen utgör Igelboda. Reservatet täcker en yta av cirka 150 hektar inklusive cirka 35 ha vattenområden och det bildades 1997. 

## Natur
Hjärtat i reservatet är halvön Skogsö med kuperad terräng och skogklädda höjdryggar som avlöses av dalstråk med öppna ängs- och hagmarker. Dagens lertäckta dalgångar var havsvikar för cirka 2000 år sedan. Genom landhöjningen övergick dessa områden till strand- och fuktängar som senare blev till bördig åkermark. Mitt i reservatet ligger Skogsö träsk, som för cirka 1000 år sedan fortfarande hängde ihop med de omgivande havsvikarna.
Inom området finns olika naturtyper exempelvis hällmarkstallskog, fuktig granskog, ädellövskogspartier och gammal jordbruksmark. Direkt sällsynta växter eller djur har inte påträffats. På en topografisk karta från 1895 framgår att de största arealen med åkermark fanns i dalstråket norr om Skogsö träsk. 1940 upphörde jordbruket. I bergssluttningen hundra meter väster om korsningen Skogsövägen/ Moranvägen finns jättegrytor från istiden.

## Historisk mark
I Skogsö naturreservat finns många minnen om historiska tider. De äldsta är från vikingatiden. Eftersom Baggensstäket redan då var en viktig farled mellan Östersjön och Mälaren byggdes fornborgar och det finns flera gravfält av yngre järnåldern. På 1600-talet anlades Boo gamla kyrkogård som ännu finns kvar i reservatets nordöstra del. Det är idag Nackas äldsta begravningsplats, dock upplåts inga gravar längre. Här på Skogsö utkämpades även i augusti 1719 Slaget vid Stäket där numerärt underlägsna svenska trupper lyckades att avvärja ett ryskt angrepp vid Baggenstäket mot Stockholm. Huvuddrabbningen ägde rum strax norr om Skogsö träsk. De stupade svenska soldaterna begravdes troligen på den gamla kyrkogården. Skogsömonumentet (rest 1905) påminner om denna händelse.
Saltsjöbadens kyrkogård och Skogsö kapell ligger på Skogsöns nordvästra del, dock utanför själva reservatet. Här finns även resterna av Stäket redutt som är en skans från 1720-talet.

## Bilder

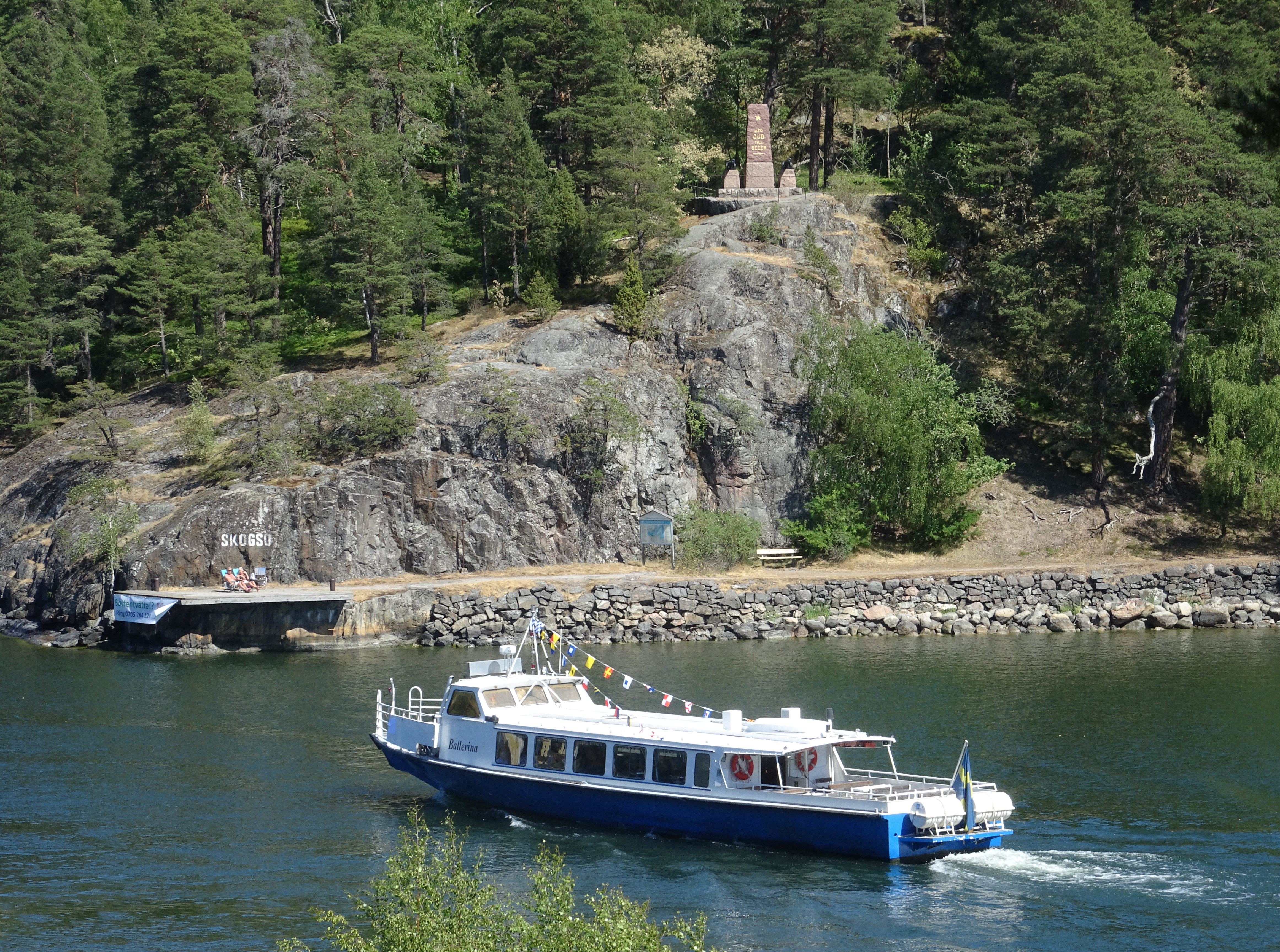
Skogsö, vy från Boo
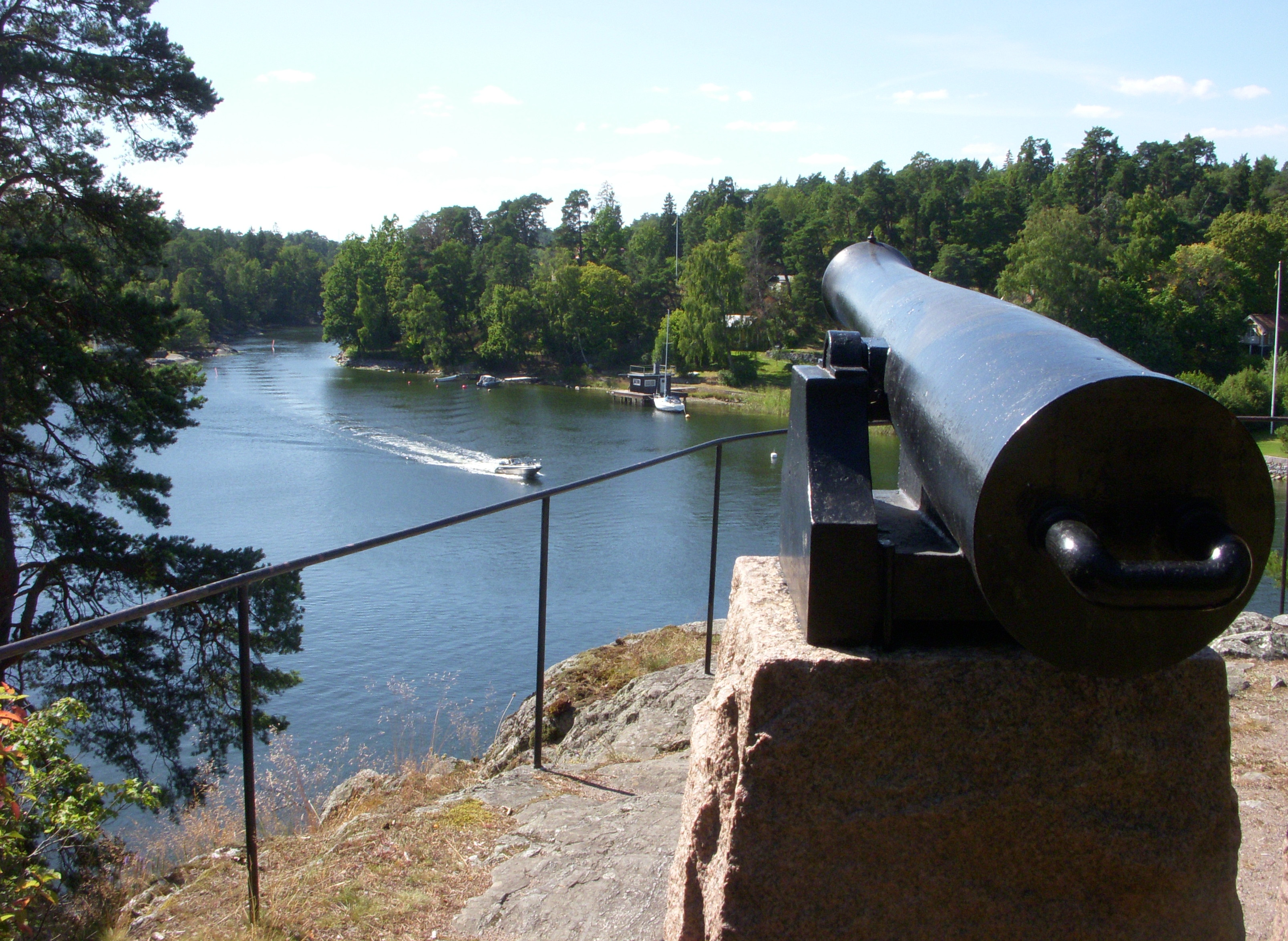
Skogsömonumentet
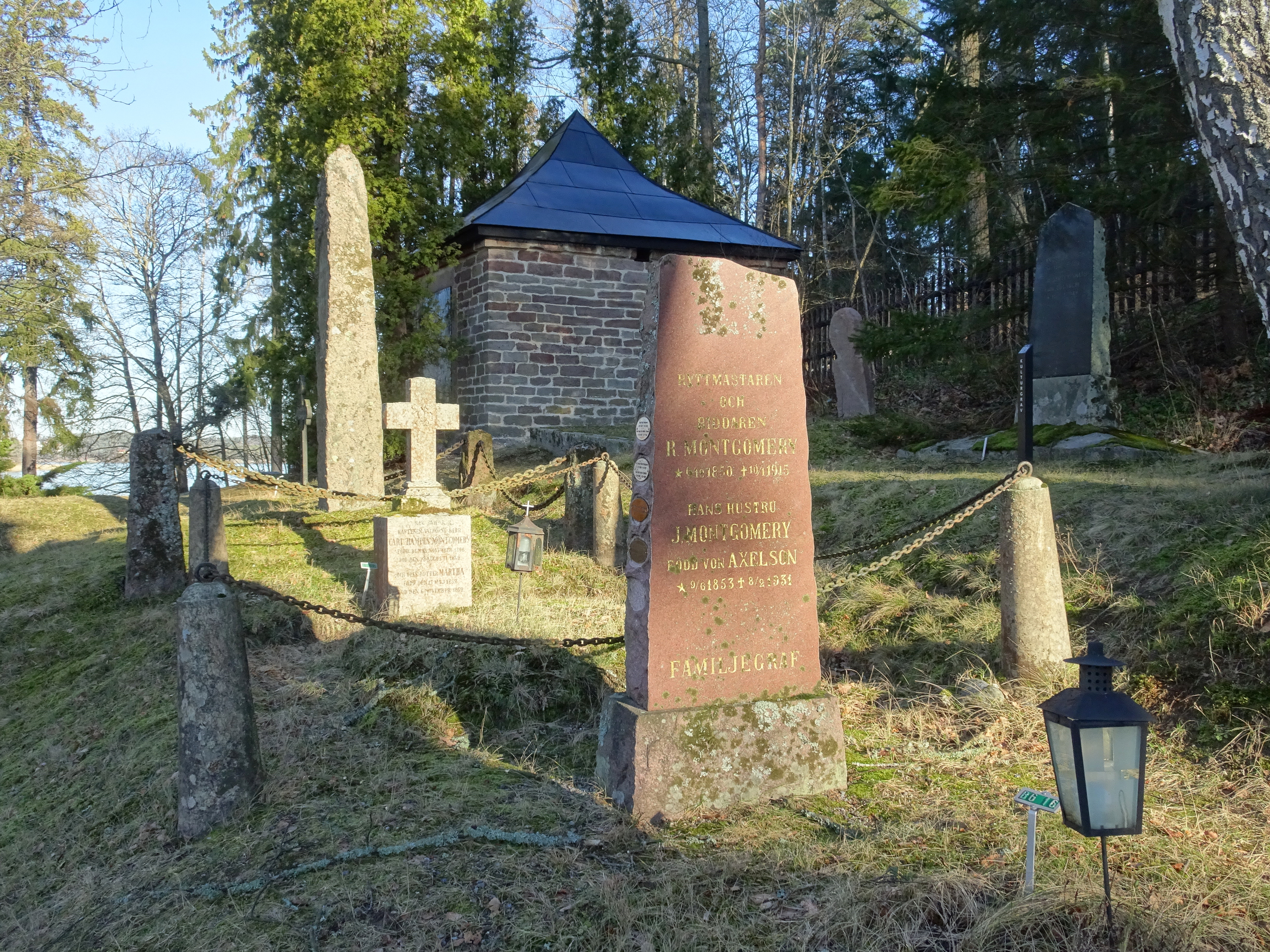
Boo gamla kyrkogård
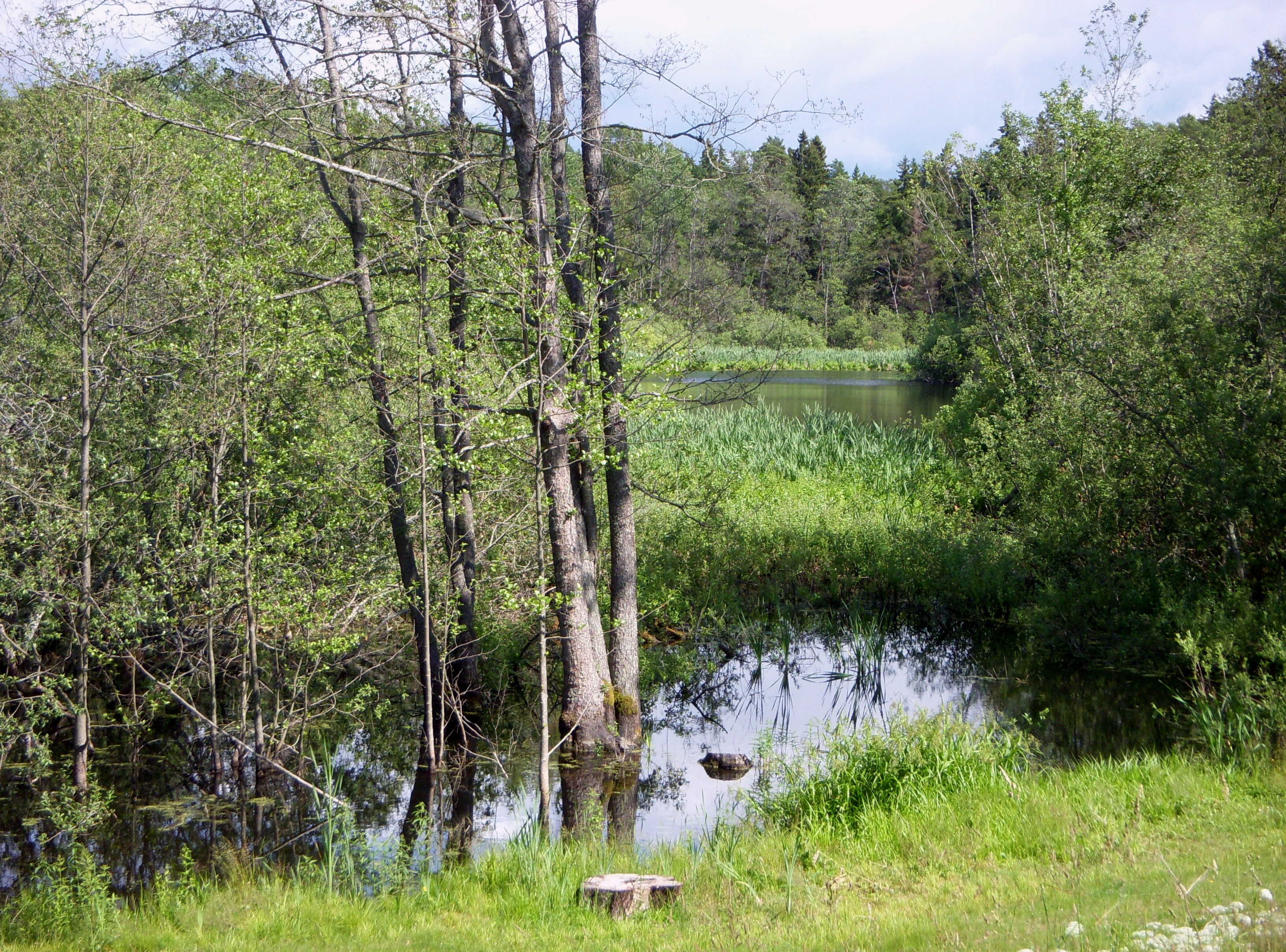
Skogsö träsk